# Gosné
Gosné är en kommun i departementet Ille-et-Vilaine i regionen Bretagne i nordvästra Frankrike. Kommunen ligger i kantonen Saint-Aubin-du-Cormier som tillhör arrondissementet Fougères-Vitré. År 2022 hade Gosné 2 098 invånare.

## Befolkningsutveckling
Antalet invånare i kommunen Gosné
Referens:INSEE